# Caprimulgus asiaticus
El chotacabras hindú o chotacabra hindú (Caprimulgus asiaticus) es una especie de ave caprimulgiforme de la familia Caprimulgidae propia de la región indomalaya.
Habita sedentariamente en las praderas del sur y sureste de Asia. Al igual que la mayoría de los chotacabras es una especie de hábitos crepusculares y se la detecta especialmente por su llamada característica al atardecer que se asemeja al sonido de una piedra resbalando sobre un lago helado - una serie de clicks que se van haciendo más breves y más rápidos. A veces se los observa en rutas donde sus ojos al ser iluminados por los faros de un vehículo se presentan rojos. Su plumaje varia de forma notable dependiendo de la zona donde habitan y puede ser difícil de diferenciar de otras especies de chotacabras.

## Descripción
Este chotacabras es de porte pequeño y cola corta con los extremos de la cola blancos, una nuca y collar dorados, cachetes oscuros con pintas blancas en los laterales de la garganta. El píleo es gris y el pecho posee un fino moteado en tonos de marrón. Los machos tienen mayor profusión de blanco en la cola mientras que las hembras posee el píleo con un moteado más denso. 
Su llamada es distintiva y se asemeja al sonido de una piedra resbalando sobre un lago helado o al sonido de una pelotita de ping-pong que rebota con rapidez y se detiene.
Vuela luego de la puesta del sol con un vuelo franco y silencioso. Durante el día, se echa sobre el suelo, mimetizado con su plumaje es muy difícil de observar.

## Distribución y hábitat
La especie se encuentra en el noroeste de India y zonas vecinas de Pakistán pero no se le encuentra en la zona desértica árida. Se le encuentra al sur de los Himalayas en las colinas al este hacia Bangladés, Birmania y Vietnam. También habita en Sri Lanka.
Habita en claros del bosque, zonas de arbustos y áreas de cultivo. Por lo general se echa en el suelo o se posa en árboles bajos.
No construye nido; pone dos huevos rosado crema marmoleados sobre el suelo desnudo de febrero a septiembre. El ave que empolla se echa en las proximidades camuflado por su plumaje. Puede desplazar los huevos distancias cortas. Los pichones que salen del cascarón se encuentran recubiertos de plumón con un tono marrón en su dorso y rufo claro en su zona inferior. Sus ojos se abren no bien rompen el cascarón y el pichón se logra posarse erguido y emitir un sonido débil.